# Charles Mayer
Charles Mayer (7 de janeiro de 1882 – 5 de maio de 1972) foi um boxeador estadunidense, campeão olímpico.

## Carreira
Ele conquistou a medalha de ouro nos Jogos Olímpicos de Verão de 1904 em St. Louis, após derrotar o compatriota Benjamin Spradley na categoria peso médio e consagrar-se campeão. Na mesma edição, conquistou a prata na disputa de peso pesado. No ano seguinte, em 1905, foi campeão nacional amador.